# FR centrum
FR centrum (František Rychtařík producentské centrum) je hudební vydavatelství, které bylo založeno v roce 1995. Vydávalo starší reedice nahrávek firmy Supraphon a Bonton pro firmu Bonton Music. Od roku 1998 je samostatné vydavatelství. Vydává převážně tituly z archívu Supraphonu, Bontonu, České televize a Českého rozhlasu, ale taky vydává alba s mluveným slovem, tituly pro děti a filmové a divadelní nahrávky. Kromě vydávání vlastních alb pracuje na reedicích starších nahrávek pro jiné firmy.

## Spolupráce
Radioservis, Universal Music a další.

## Oceněné nahrávky
- 1998 cena (české) Akademie populární hudby za zvukový záznam (film Noc na Karlštejně)
- 2002 Platinová deska za prodej (film Noc na Karlštejně)

## Vydaní interpreti

### A
- Richard Adam

### B
- Kamil Běhounek
- Josef Bek
- Karel Bláha
- Pavel Bobek
- Gustav Brom
- Bobek Bryen
- Vlasta Burian

### C
- Rudolf Cortés
- Karel Ctibor

### Č
- Karel Černoch
- Judita Čeřovská

### D
- Miloš Dodo Doležal
- Karel Duba
- Karel Duda
- Gejza Dusík
- R. A. Dvorský

### E
- Eva Emingerová

### G
- Antonín Gondolán
- Jiří Grossmann

### H
- Karel Hašler
- Miroslav Horníček
- Eva Hurychová

### Ch
- Milan Chladil

### J
- Jiří Jelínek

### K
- Pavla Kapitánová
- Arnošt Kavka
- Laďka Kozderková
- Karel Krautgartner
- Skupina Václava Kučery – Kučerovci

### L
- Emil Ludvík

### M
- Jaroslav Malina
- Eva Martinová
- Václav Marek
- Waldemar Matuška
- Jaromír Mayer
- Dana Medřická
- Vladimír Menšík
- Markéta Muchová

### N
- Václav Neckář
- Luděk Nekuda
- Věra Nerušilová
- S.E. Nováček

### O
- Eva Olmerová

### P
- Rangers - Plavci
- Jana Petrů

### R
- Jana Robbová

### S
- Jiřina Salačová
- Yvetta Simonová
- Pavel Smetáček

### Š
- Miloslav Šimek
- Jiří Šlitr
- Jiří Štědroň
- Jaroslav Štercl
- Zuzana Stirská

### T
- Jiří Traxler

### V
- Jiří Vašíček
- Jarmila Veselá
- František Krištof Veselý

### Z
- Jakub Zahradník